# NGC 3492/1
NGC 3492/1 је елиптична галаксија у сазвежђу Лав која се налази на NGC листи објеката дубоког неба.
Деклинација објекта је + 10° 30' 23" а ректасцензија 11h 0m 57,3s. Привидна величина (магнитуда) објекта NGC 3492 износи 13,2 а фотографска магнитуда 14,2. NGC 34921 је још познат и под ознакама UGC 6094, MCG 2-28-45, CGCG 66-93, 8ZW 116, DRCG 22-41, PGC 33207.